# Rhamna
Rhamna is een monotypisch geslacht van kevers uit de familie van de klopkevers (Anobiidae).

## Soort
- Rhamna semen Peyerimhoff de Fontenelle, 1913